# Saison 2019-2020 des Trail Blazers de Portland
La saison 2019-2020 des Trail Blazers de Portland est la 50e saison de la franchise en NBA.
La saison a été suspendue par les officiels de la ligue après les matchs du 11 mars  après l'annonce que Rudy Gobert était positif au COVID-19.
Le 12 mars 2020, le président de la ligue Adam Silver annonce que le championnat est arrêté pour "au moins 30 jours". La franchise reprend la saison régulière le 31 juillet 2020, à Orlando.
Lors de la reprise de la saison, les Blazers, initialement 9e de la conférence Ouest, accrochent la 8e place pour affronter les Grizzlies de Memphis pour la dernière place qualificative pour les playoffs. Ils remportent le match "play-in" face à Memphis pour affronter les Lakers de Los Angeles au premier tour, qui se solde par une défaite 4-1 dans la série.
Damian Lillard est sélectionné pour le NBA All-Star Game 2020 durant la saison régulière et est nommé meilleur joueur de la "bulle d'Orlando".

## Draft
| Tour | Choix | Joueur        | Poste | Nationalité | Provenance                       |
| ---- | ----- | ------------- | ----- | ----------- | -------------------------------- |
| 1    | 25    | Nassir Little | SF    | États-Unis  | Tar Heels de la Caroline du Nord |

## Matchs

### Summer League
| Summer League Total: 2-3 |

| Match | Date match | Équipe        | Score   | Meilleur marqueur    | Meilleur rebondeur  | Meilleur passeur      | Lieux Spectateurs    | Série |
| ----- | ---------- | ------------- | ------- | -------------------- | ------------------- | --------------------- | -------------------- | ----- |
| 1     | 6 juillet  | Détroit       | D 73-93 | Anfernee Simons (15) | Devin Robinson (10) | Zach Auguste (2)      | Thomas & Mack Center | 0 - 1 |
| 2     | 7 juillet  | Houston       | V 97-87 | Gary Trent Jr. (31)  | Gary Trent Jr. (6)  | Gary Trent Jr. (5)    | Cox Pavilion         | 1 - 1 |
| 3     | 9 juillet  | Utah          | D 93-97 | Anfernee Simons (35) | Jarnell Stokes (12) | Gary Trent Jr. (5)    | Cox Pavilion         | 1 - 2 |
| 4     | 11 juillet | Oklahoma City | D 87-92 | Gary Trent Jr. (22)  | Gary Trent Jr. (8)  | Isaiah Whitehead (4)  | Cox Pavilion         | 1 - 3 |
| 5     | 12 juillet | Milwaukee     | V 99-84 | Gary Trent Jr. (28)  | Gary Trent Jr. (8)  | Demetrius Jackson (6) | Cox Pavilion         | 2 - 3 |

### Pré-saison
| Pré-saison Total: 2-3 (Domicile : 1-2; Extérieur : 1-1) |

| Match | Date match | Équipe        | Score     | Meilleur marqueur    | Meilleur rebondeur    | Meilleur passeur      | Lieux                   | Série |
| ----- | ---------- | ------------- | --------- | -------------------- | --------------------- | --------------------- | ----------------------- | ----- |
| 1     | 8 octobre  | Denver        | D 94-105  | Mario Hezonja (12)   | Skal Labissière (12)  | Cinq joueurs (2)      | Memorial Coliseum       | 0 - 1 |
| 2     | 10 octobre | Maccabi Haïfa | V 104-68  | Anfernee Simons (22) | Skal Labissière (15)  | London Perrantes (6)  | Moda Center             | 1 - 1 |
| 3     | 12 octobre | Phoenix       | D 118-134 | C.J. McCollum (27)   | Skal Labissière (8)   | Collins, Hezonja (5)  | Moda Center             | 1 - 2 |
| 4     | 16 octobre | @ Utah        | V 126-118 | C.J. McCollum (28)   | Hassan Whiteside (11) | Lillard, McCollum (4) | Vivint Smart Home Arena | 2 - 2 |
| 5     | 17 octobre | @ Denver      | D 104-110 | Mario Hezonja (18)   | Zach Collins (11)     | Mario Hezonja (6)     | Pepsi Center            | 2 - 3 |

### Matchs de préparation à Orlando avant la reprise de la saison régulière
| Matchs de préparation Total: 0-3 |

| Match | Date match | Équipe        | Score     | Meilleur marqueur    | Meilleur rebondeur     | Meilleur passeur     | Lieux                | Série |
| ----- | ---------- | ------------- | --------- | -------------------- | ---------------------- | -------------------- | -------------------- | ----- |
| 1     | 23 juillet | Indiana       | D 88-91   | Mario Hezonja (15)   | Jusuf Nurkić (8)       | Damian Lillard (7)   | HP Field House       | 0 - 1 |
| 2     | 26 juillet | Toronto       | D 104-110 | C.J. McCollum (21)   | Jusuf Nurkić (13)      | McCollum, Nurkić (5) | Visa Athletic Center | 0 - 2 |
| 3     | 28 juillet | Oklahoma City | D 120-131 | Anfernee Simons (23) | Gabriel, Whiteside (7) | Anfernee Simons (5)  | Visa Athletic Center | 0 - 3 |

### Saison régulière
| Saison régulière Total: 35-39 (Domicile : 21-15; Extérieur : 14-24) |

| Match | Date match | Équipe          | Score     | Meilleur marqueur   | Meilleur rebondeur    | Meilleur passeur    | Lieux                    | Série |
| ----- | ---------- | --------------- | --------- | ------------------- | --------------------- | ------------------- | ------------------------ | ----- |
| 1     | 23 octobre | Denver          | D 100-108 | Damian Lillard (32) | Hassan Whiteside (19) | Damian Lillard (8)  | Moda Center              | 0 - 1 |
| 2     | 25 octobre | @ Sacramento    | V 122-112 | Damian Lillard (35) | Hassan Whiteside (9)  | Trois joueurs (5)   | Golden 1 Center          | 1 - 1 |
| 3     | 27 octobre | @ Dallas        | V 121-119 | C.J. McCollum (35)  | Hassan Whiteside (14) | Damian Lillard (5)  | American Airlines Center | 2 - 1 |
| 4     | 28 octobre | @ San Antonio   | D 110-113 | Damian Lillard (28) | Anthony Tolliver (10) | Damian Lillard (7)  | AT&T Center              | 2 - 2 |
| 5     | 30 octobre | @ Oklahoma City | V 102-99  | Damian Lillard (23) | Hassan Whiteside (12) | Damian Lillard (13) | Chesapeake Energy Arena  | 3 - 2 |

| Match | Date match  | Équipe                | Score          | Meilleur marqueur      | Meilleur rebondeur        | Meilleur passeur    | Lieux                      | Série  |
| ----- | ----------- | --------------------- | -------------- | ---------------------- | ------------------------- | ------------------- | -------------------------- | ------ |
| 6     | 2 novembre  | Philadelphie          | D 128-129      | Damian Lillard (33)    | Mario Hezonja (12)        | Damian Lillard (9)  | Moda Center                | 3 - 3  |
| 7     | 4 novembre  | @ Golden State        | D 118-127      | Damian Lillard (39)    | Hassan Whiteside (11)     | C.J. McCollum (6)   | Chase Center               | 3 - 4  |
| 8     | 7 novembre  | @ L.A. Clippers       | D 101-107      | Lillard, McCollum (22) | Hassan Whiteside (19)     | Damian Lillard (6)  | Staples Center             | 3 - 5  |
| 9     | 8 novembre  | Brooklyn              | D 115-119      | Damian Lillard (60)    | Hassan Whiteside (15)     | Damian Lillard (5)  | Moda Center                | 3 - 6  |
| 10    | 10 novembre | Atlanta               | V 124-113 (OT) | Damian Lillard (30)    | Hassan Whiteside (12)     | Damian Lillard (6)  | Moda Center                | 4 - 6  |
| 11    | 12 novembre | @ Sacramento          | D 99-107       | Damian Lillard (27)    | Hassan Whiteside (7)      | Damian Lillard (5)  | Golden 1 Center            | 4 - 7  |
| 12    | 13 novembre | Toronto               | D 106-114      | Rodney Hood (25)       | Labissière, Whiteside (9) | Damian Lillard (10) | Moda Center                | 4 - 8  |
| 13    | 16 novembre | @ San Antonio         | V 121-116      | C.J. McCollum (32)     | Hassan Whiteside (12)     | C.J. McCollum (7)   | AT&T Center                | 5 - 8  |
| 14    | 18 novembre | @ Houston             | D 108-132      | C.J. McCollum (25)     | Hassan Whiteside (8)      | Damian Lillard (11) | Toyota Center              | 5 - 9  |
| 15    | 19 novembre | @ La Nouvelle-Orléans | D 104-115      | C.J. McCollum (22)     | Hassan Whiteside (14)     | C.J. McCollum (5)   | Smoothie King Center       | 5 - 10 |
| 16    | 21 novembre | @ Milwaukee           | D 129-137      | C.J. McCollum (37)     | Skal Labissière (12)      | C.J. McCollum (10)  | Fiserv Forum               | 5 - 11 |
| 17    | 23 novembre | @ Cleveland           | D 104-110      | Damian Lillard (23)    | Damian Lillard (8)        | Damian Lillard (8)  | Rocket Mortgage FieldHouse | 5 - 12 |
| 18    | 25 novembre | @ Chicago             | V 117-94       | Carmelo Anthony (25)   | Hassan Whiteside (12)     | Damian Lillard (12) | United Center              | 6 - 12 |
| 19    | 27 novembre | Oklahoma City         | V 136-119      | Damian Lillard (27)    | Hassan Whiteside (16)     | Damian Lillard (5)  | Moda Center                | 7 - 12 |
| 20    | 29 novembre | Chicago               | V 107-103      | Damian Lillard (28)    | Hassan Whiteside (15)     | Damian Lillard (6)  | Moda Center                | 8 - 12 |

| Match | Date match  | Équipe              | Score     | Meilleur marqueur     | Meilleur rebondeur    | Meilleur passeur    | Lieux                      | Série   |
| ----- | ----------- | ------------------- | --------- | --------------------- | --------------------- | ------------------- | -------------------------- | ------- |
| 21    | 3 décembre  | @ L.A. Clippers     | D 97-117  | C.J. McCollum (20)    | Hassan Whiteside (13) | Damian Lillard (7)  | Staples Center             | 8 - 13  |
| 22    | 4 décembre  | Sacramento          | V 127-116 | C.J. McCollum (33)    | Hassan Whiteside (16) | Damian Lillard (10) | Moda Center                | 9 - 13  |
| 23    | 6 décembre  | L.A. Lakers         | D 113-136 | Damian Lillard (29)   | Hassan Whiteside (10) | Damian Lillard (8)  | Moda Center                | 9 - 14  |
| 24    | 8 décembre  | Oklahoma City       | D 96-108  | Damian Lillard (26)   | Hassan Whiteside (10) | Damian Lillard (7)  | Moda Center                | 9 - 15  |
| 25    | 10 décembre | New York            | V 115-87  | Damian Lillard (31)   | Hassan Whiteside (15) | Damian Lillard (6)  | Moda Center                | 10 - 15 |
| 26    | 12 décembre | @ Denver            | D 99-114  | Hassan Whiteside (33) | Hassan Whiteside (11) | Damian Lillard (11) | Pepsi Center               | 10 - 16 |
| 27    | 16 décembre | @ Phoenix           | V 111-110 | C.J. McCollum (30)    | Hassan Whiteside (14) | C.J. McCollum (6)   | Talking Stick Resort Arena | 11 - 16 |
| 28    | 18 décembre | Golden State        | V 122-112 | Damian Lillard (31)   | Hassan Whiteside (23) | Damian Lillard (13) | Moda Center                | 12 - 16 |
| 29    | 20 décembre | Orlando             | V 118-103 | Damian Lillard (36)   | Hassan Whiteside (17) | Damian Lillard (6)  | Moda Center                | 13 - 16 |
| 30    | 21 décembre | Minnesota           | V 113-106 | Damian Lillard (29)   | Hassan Whiteside (22) | Damian Lillard (7)  | Moda Center                | 14 - 16 |
| 31    | 23 décembre | La Nouvelle-Orléans | D 94-102  | Carmelo Anthony (23)  | Hassan Whiteside (16) | Damian Lillard (7)  | Moda Center                | 14 - 17 |
| 32    | 26 décembre | @ Utah              | D 115-121 | Damian Lillard (34)   | Anfernee Simons (10)  | Damian Lillard (8)  | Vivint Smart Home Arena    | 14 - 18 |
| 33    | 28 décembre | L.A. Lakers         | D 120-128 | Damian Lillard (31)   | Hassan Whiteside (16) | Damian Lillard (9)  | Moda Center                | 14 - 19 |
| 34    | 30 décembre | Phoenix             | D 116-122 | Damian Lillard (33)   | Hassan Whiteside (22) | Damian Lillard (7)  | Moda Center                | 14 - 20 |

| Match | Date match  | Équipe          | Score          | Meilleur marqueur    | Meilleur rebondeur       | Meilleur passeur      | Lieux                    | Série   |
| ----- | ----------- | --------------- | -------------- | -------------------- | ------------------------ | --------------------- | ------------------------ | ------- |
| 35    | 1er janvier | @ New York      | D 93-117       | Carmelo Anthony (26) | Hassan Whiteside (12)    | Damian Lillard (8)    | Madison Square Garden    | 14 - 21 |
| 36    | 3 janvier   | @ Washington    | V 122-103      | Damian Lillard (35)  | Hassan Whiteside (21)    | C.J. McCollum (6)     | Capital One Arena        | 15 - 21 |
| 37    | 5 janvier   | @ Miami         | D 111-122      | Damian Lillard (34)  | Hassan Whiteside (18)    | Damian Lillard (12)   | American Airlines Arena  | 15 - 22 |
| 38    | 7 janvier   | @ Toronto       | V 101-99       | Carmelo Anthony (28) | Hassan Whiteside (16)    | Damian Lillard (9)    | Scotiabank Arena         | 16 - 22 |
| 39    | 9 janvier   | @ Minnesota     | D 102-116      | Damian Lillard (20)  | Hassan Whiteside (14)    | Damian Lillard (8)    | Target Center            | 16 - 23 |
| 40    | 11 janvier  | Milwaukee       | D 101-122      | Damian Lillard (26)  | Anthony, Tolliver (11)   | Lillard, McCollum (5) | Moda Center              | 16 - 24 |
| 41    | 13 janvier  | Charlotte       | V 115-112      | Damian Lillard (30)  | Tolliver, Whiteside (11) | Damian Lillard (9)    | Moda Center              | 17 - 24 |
| 42    | 15 janvier  | @ Houston       | V 117-107      | Damian Lillard (25)  | Hassan Whiteside (18)    | Damian Lillard (7)    | Toyota Center            | 18 - 24 |
| 43    | 17 janvier  | @ Dallas        | D 112-120      | Damian Lillard (34)  | Hassan Whiteside (18)    | Damian Lillard (10)   | American Airlines Center | 18 - 25 |
| 44    | 18 janvier  | @ Oklahoma City | D 106-119      | Damian Lillard (34)  | Hassan Whiteside (9)     | Damian Lillard (6)    | Chesapeake Energy Arena  | 18 - 26 |
| 45    | 20 janvier  | Golden State    | V 129-124 (OT) | Damian Lillard (61)  | Hassan Whiteside (21)    | Damian Lillard (7)    | Moda Center              | 19 - 26 |
| 46    | 23 janvier  | Dallas          | D 125-133      | Damian Lillard (47)  | Carmelo Anthony (11)     | Damian Lillard (8)    | Moda Center              | 19 - 27 |
| 47    | 26 janvier  | Indiana         | V 139-129      | Damian Lillard (50)  | Hassan Whiteside (14)    | Damian Lillard (13)   | Moda Center              | 20 - 27 |
| 48    | 29 janvier  | Houston         | V 125-112      | Damian Lillard (36)  | Carmelo Anthony (13)     | Damian Lillard (11)   | Moda Center              | 21 - 27 |
| 49    | 31 janvier  | @ L.A. Lakers   | V 127-119      | Damian Lillard (48)  | Hassan Whiteside (13)    | Damian Lillard (10)   | Staples Center           | 22 - 27 |

| Match                  | Date match  | Équipe                | Score     | Meilleur marqueur      | Meilleur rebondeur    | Meilleur passeur    | Lieux                   | Série   |
| ---------------------- | ----------- | --------------------- | --------- | ---------------------- | --------------------- | ------------------- | ----------------------- | ------- |
| 50                     | 1er février | Utah                  | V 124-107 | Damian Lillard (51)    | Hassan Whiteside (21) | Damian Lillard (12) | Moda Center             | 23 - 27 |
| 51                     | 4 février   | @ Denver              | D 99-127  | Damian Lillard (21)    | Caleb Swanigan (10)   | Damian Lillard (9)  | Pepsi Center            | 23 - 28 |
| 52                     | 6 février   | San Antonio           | V 125-117 | Damian Lillard (26)    | Hassan Whiteside (23) | Damian Lillard (10) | Moda Center             | 24 - 28 |
| 53                     | 7 février   | @ Utah                | D 114-117 | Damian Lillard (42)    | Caleb Swanigan (11)   | Damian Lillard (6)  | Vivint Smart Home Arena | 24 - 29 |
| 54                     | 9 février   | Miami                 | V 115-109 | Damian Lillard (33)    | Hassan Whiteside (17) | Damian Lillard (8)  | Moda Center             | 25 - 29 |
| 55                     | 11 février  | @ La Nouvelle-Orléans | D 117-138 | Lillard, McCollum (20) | Hassan Whiteside (14) | Damian Lillard (6)  | Smoothie King Center    | 25 - 30 |
| 56                     | 12 février  | @ Memphis             | D 104-111 | C.J. McCollum (23)     | Carmelo Anthony (15)  | Damian Lillard (10) | FedExForum              | 25 - 31 |
| NBA All-Star Game 2020 |             |                       |           |                        |                       |                     |                         |         |
| 57                     | 21 février  | La Nouvelle-Orléans   | D 115-128 | C.J. McCollum (27)     | Hassan Whiteside (12) | C.J. McCollum (10)  | Moda Center             | 25 - 32 |
| 58                     | 23 février  | Détroit               | V 107-104 | C.J. McCollum (41)     | Hassan Whiteside (17) | C.J. McCollum (12)  | Moda Center             | 26 - 32 |
| 59                     | 25 février  | Boston                | D 106-118 | C.J. McCollum (28)     | Hassan Whiteside (19) | C.J. McCollum (10)  | Moda Center             | 26 - 33 |
| 60                     | 27 février  | @ Indiana             | D 100-106 | C.J. McCollum (28)     | Hassan Whiteside (16) | C.J. McCollum (8)   | Bankers Life Fieldhouse | 26 - 34 |
| 61                     | 29 février  | @ Atlanta             | D 117-129 | C.J. McCollum (35)     | Hassan Whiteside (13) | C.J. McCollum (5)   | State Farm Arena        | 26 - 35 |

| Match | Date match | Équipe     | Score     | Meilleur marqueur        | Meilleur rebondeur    | Meilleur passeur      | Lieux                      | Série   |
| ----- | ---------- | ---------- | --------- | ------------------------ | --------------------- | --------------------- | -------------------------- | ------- |
| 62    | 2 mars     | @ Orlando  | V 130-107 | C.J. McCollum (41)       | Hassan Whiteside (13) | McCollum, Simons (5)  | Amway Center               | 27 - 35 |
| 63    | 4 mars     | Washington | V 125-104 | Carmelo Anthony (25)     | Hassan Whiteside (16) | Lillard, McCollum (5) | Moda Center                | 28 - 35 |
| 64    | 6 mars     | @ Phoenix  | D 117-127 | C.J. McCollum (25)       | Hassan Whiteside (20) | C.J. McCollum (8)     | Talking Stick Resort Arena | 28 - 36 |
| 65    | 7 mars     | Sacramento | D 111-123 | McCollum, Whiteside (19) | Hassan Whiteside (11) | Lillard, McCollum (6) | Moda Center                | 28 - 37 |
| 66    | 10 mars    | Phoenix    | V 121-105 | Damian Lillard (25)      | Hassan Whiteside (14) | Damian Lillard (7)    | Moda Center                | 29 - 37 |

| Match | Date match | Équipe          | Score | Meilleur marqueur | Meilleur rebondeur | Meilleur passeur | Lieux                | Série |
| ----- | ---------- | --------------- | ----- | ----------------- | ------------------ | ---------------- | -------------------- | ----- |
| -     | Annulé     | Memphis         |       |                   |                    |                  | Moda Center          | -     |
| -     | Annulé     | Houston         |       |                   |                    |                  | Moda Center          | -     |
| -     | Annulé     | Minnesota       |       |                   |                    |                  | Moda Center          | -     |
| -     | Annulé     | Dallas          |       |                   |                    |                  | Moda Center          | -     |
| -     | Annulé     | @ Minnesota     |       |                   |                    |                  | Target Center        | -     |
| -     | Annulé     | @ Charlotte     |       |                   |                    |                  | Spectrum Center      | -     |
| -     | Annulé     | @ Détroit       |       |                   |                    |                  | Little Caesars Arena | -     |
| -     | Annulé     | @ Boston        |       |                   |                    |                  | TD Garden            | -     |
| -     | Annulé     | @ Philadelphie  |       |                   |                    |                  | Wells Fargo Center   | -     |
| -     | Annulé     | @ Brooklyn      |       |                   |                    |                  | Barclays Center      | -     |
| -     | Annulé     | Utah            |       |                   |                    |                  | Moda Center          | -     |
| -     | Annulé     | Memphis         |       |                   |                    |                  | Moda Center          | -     |
| -     | Annulé     | Cleveland       |       |                   |                    |                  | Moda Center          | -     |
| -     | Annulé     | Denver          |       |                   |                    |                  | Moda Center          | -     |
| -     | Annulé     | @ Golden State  |       |                   |                    |                  | Chase Center         | -     |
| -     | Annulé     | @ L.A. Clippers |       |                   |                    |                  | Staples Center       | -     |

| Match | Date match | Équipe  | Score          | Meilleur marqueur  | Meilleur rebondeur | Meilleur passeur   | Lieux              | Série   |
| ----- | ---------- | ------- | -------------- | ------------------ | ------------------ | ------------------ | ------------------ | ------- |
| 67    | 31 juillet | Memphis | V 140-135 (OT) | C.J. McCollum (33) | Jusuf Nurkić (9)   | Damian Lillard (9) | AdventHealth Arena | 30 - 37 |

| Match | Date match | Équipe        | Score     | Meilleur marqueur   | Meilleur rebondeur | Meilleur passeur    | Lieux                | Série   |
| --- | ---------- | ------------- | --------- | ------------------- | ------------------ | ------------------- | -------------------- | ------- |
| 68 | 2 août     | @ Boston      | D 124-128 | Jusuf Nurkić (30)   | Jusuf Nurkić (9)   | Damian Lillard (16) | AdventHealth Arena   | 30 - 38 |
| 69 | 4 août     | Houston       | V 110-102 | Damian Lillard (21) | Jusuf Nurkić (19)  | Damian Lillard (8)  | AdventHealth Arena   | 31 - 38 |
| 70 | 6 août     | @ Denver      | V 125-115 | Damian Lillard (45) | Zach Collins (9)   | Damian Lillard (12) | VISA Athletic Center | 32 - 38 |
| 71 | 8 août     | L.A. Clippers | D 117-122 | C.J. McCollum (29)  | Jusuf Nurkić (13)  | Jusuf Nurkić (9)    | The Field House      | 32 - 39 |
| 72 | 9 août     | Philadelphie  | V 124-121 | Damian Lillard (51) | Trois joueurs (7)  | Damian Lillard (7)  | VISA Athletic Center | 33 - 39 |
| 73 | 11 août    | @ Dallas      | V 134-131 | Damian Lillard (61) | Jusuf Nurkić (9)   | Damian Lillard (8)  | AdventHealth Arena   | 34 - 39 |
| 74 | 13 août    | @ Brooklyn    | V 134-133 | Damian Lillard (42) | Jusuf Nurkić (10)  | Damian Lillard (12) | AdventHealth Arena   | 35 - 39 |
| Play-In* pour la huitième place |            |               |           |                     |                    |                     |                      |         |
| - | 15 août    | Memphis       | V 126-122 | Damian Lillard (31) | Jusuf Nurkić (21)  | Damian Lillard (10) | The Field House      | -       |
| * Les Play-In se jouent sur deux matchs maximum entre les huitième et neuvième de la conférence Ouest. Si Portland (8) remporte un des deux matchs, Portland sera alors qualifié pour les Playoffs. Si au contraire, Memphis (9) remporte les deux matchs, Memphis sera qualifié pour les Playoffs. Le vainqueur de ces Play-in rencontrera les Lakers de Los Angeles (1) au premier tour. |            |               |           |                     |                    |                     |                      |         |

### Playoffs
| Playoffs Total: 1-4 (Domicile : 0-2; Extérieur : 1-2) |

| Match | Date match | Équipe        | Score     | Meilleur marqueur   | Meilleur rebondeur      | Meilleur passeur     | Lieux              | Série |
| ----- | ---------- | ------------- | --------- | ------------------- | ----------------------- | -------------------- | ------------------ | ----- |
| 1     | 18 août    | @ L.A. Lakers | V 100-93  | Damian Lillard (34) | Jusuf Nurkić (15)       | Anthony, Lillard (5) | AdventHealth Arena | 1 - 0 |
| 2     | 20 août    | @ L.A. Lakers | D 88-111  | Damian Lillard (18) | Hassan Whiteside (9)    | C.J. McCollum (3)    | AdventHealth Arena | 1 - 1 |
| 3     | 22 août    | L.A. Lakers   | D 108-116 | Damian Lillard (34) | McCollum, Whiteside (8) | Damian Lillard (7)   | AdventHealth Arena | 1 - 2 |
| 4     | 24 août    | L.A. Lakers   | D 115-135 | Jusuf Nurkić (20)   | Jusuf Nurkić (13)       | Anfernee Simons (6)  | AdventHealth Arena | 1 - 3 |
| 5     | 29 août    | @ L.A. Lakers | D 122-131 | C.J. McCollum (36)  | Jusuf Nurkić (10)       | C.J. McCollum (7)    | AdventHealth Arena | 1 - 4 |

### Confrontations en saison régulière
| Conférence Est      | Conférence Est                              | Conférence Est                              | Conférence Ouest                            | Conférence Ouest                            | Conférence Ouest                            | Conférence Ouest                            | Conférence Ouest                            |
| Division Atlantique | Division Atlantique                         | Division Atlantique                         | Division Nord-Ouest                         | Division Nord-Ouest                         | Division Nord-Ouest                         | Division Nord-Ouest                         | Division Nord-Ouest                         |
| Équipe              | Domicile                                    | Extérieur                                   | Équipe                                      | Domicile                                    | Domicile                                    | Extérieur                                   | Extérieur                                   |
| ------------------- | ------------------------------------------- | ------------------------------------------- | ------------------------------------------- | ------------------------------------------- | ------------------------------------------- | ------------------------------------------- | ------------------------------------------- |
| Boston              | 106-118                                     |                                             | Denver                                      | 100-108                                     |                                             | 99-114                                      | 99-127                                      |
| Brooklyn            | 115-119                                     |                                             | Minnesota                                   | 113-106                                     |                                             | 102-116                                     |                                             |
| New York            | 115-87                                      | 93-117                                      | Oklahoma City                               | 136-119                                     | 96-108                                      | 102-99                                      | 106-119                                     |
| Philadelphie        | 128-129                                     |                                             |                                             |                                             |                                             |                                             |                                             |
| Toronto             | 106-114                                     | 101-99                                      | Utah                                        | 124-107                                     |                                             | 115-121                                     | 114-117                                     |
| Matchs à Orlando    |                                             |                                             |                                             |                                             |                                             |                                             |                                             |
| Boston              |                                             | 124-128                                     | Denver                                      |                                             |                                             | 125-115                                     |                                             |
| Brooklyn            |                                             | 134-133                                     |                                             |                                             |                                             |                                             |                                             |
| Philadelphie        | 124-121                                     |                                             |                                             |                                             |                                             |                                             |                                             |
|                     | 2–4                                         | 2–2                                         |                                             | 3–2                                         | 3–2                                         | 2–6                                         | 2–6                                         |
| Division            | 4–6                                         | 4–6                                         | Division                                    | 5–8                                         | 5–8                                         | 5–8                                         | 5–8                                         |
| Division Centrale   | Division Centrale                           | Division Centrale                           | Division Pacifique                          | Division Pacifique                          | Division Pacifique                          | Division Pacifique                          | Division Pacifique                          |
| Équipe              | Domicile                                    | Extérieur                                   | Équipe                                      | Domicile                                    | Domicile                                    | Extérieur                                   | Extérieur                                   |
| Chicago             | 107-103                                     | 117-94                                      | Golden State                                | 122-112                                     | 129-124 (OT)                                | 118-127                                     |                                             |
| Cleveland           |                                             | 104-110                                     | L.A. Clippers                               |                                             |                                             | 101-107                                     | 97-117                                      |
| Detroit             | 107-104                                     |                                             | L.A. Lakers                                 | 113-136                                     | 120-128                                     | 127-119                                     |                                             |
| Indiana             | 139-129                                     | 100-106                                     | Phoenix                                     | 116-122                                     | 121-105                                     | 111-110                                     | 117-127                                     |
| Milwaukee           | 101-122                                     | 129-127                                     | Sacramento                                  | 127-116                                     | 111-123                                     | 122-112                                     | 99-107                                      |
| Matchs à Orlando    |                                             |                                             |                                             |                                             |                                             |                                             |                                             |
|                     |                                             |                                             | L.A. Clippers                               | 117-122                                     |                                             |                                             |                                             |
|                     | 3–1                                         | 1–3                                         |                                             | 4–5                                         | 4–5                                         | 3–5                                         | 3–5                                         |
| Division            | 4–4                                         | 4–4                                         | Division                                    | 7–10                                        | 7–10                                        | 7–10                                        | 7–10                                        |
| Division Sud-Est    | Division Sud-Est                            | Division Sud-Est                            | Division Sud-Ouest                          | Division Sud-Ouest                          | Division Sud-Ouest                          | Division Sud-Ouest                          | Division Sud-Ouest                          |
| Équipe              | Domicile                                    | Extérieur                                   | Équipe                                      | Domicile                                    | Domicile                                    | Extérieur                                   | Extérieur                                   |
| Atlanta             | 124-113 (OT)                                | 117-129                                     | Dallas                                      | 125-133                                     |                                             | 121-119                                     | 112-120                                     |
| Charlotte           | 115-112                                     |                                             | Houston                                     | 125-112                                     |                                             | 108-132                                     | 117-107                                     |
| Miami               | 115-109                                     | 111-122                                     | Memphis                                     |                                             |                                             | 104-111                                     |                                             |
| Orlando             | 118-103                                     | 130-107                                     | New Orleans                                 | 94-102                                      | 115-128                                     | 104-115                                     | 117-138                                     |
| Washington          | 125-104                                     | 122-103                                     | San Antonio                                 | 125-117                                     |                                             | 110-113                                     | 121-116                                     |
| Matchs à Orlando    |                                             |                                             |                                             |                                             |                                             |                                             |                                             |
|                     |                                             |                                             | Dallas                                      |                                             |                                             | 134-131                                     |                                             |
|                     |                                             |                                             | Houston                                     | 110-102                                     |                                             |                                             |                                             |
|                     |                                             |                                             | Memphis                                     | 140-135 (OT)                                |                                             |                                             |                                             |
|                     | 5–0                                         | 2–2                                         |                                             | 4–3                                         | 4–3                                         | 4–6                                         | 4–6                                         |
| Division            | 7–2                                         | 7–2                                         | Division                                    | 8–9                                         | 8–9                                         | 8–9                                         | 8–9                                         |
| Conférence          | 15–12 (Domicile : 10–5; Extérieur : 5–7)    | 15–12 (Domicile : 10–5; Extérieur : 5–7)    | Conférence                                  | 20–27 (Domicile : 11–10; Extérieur : 9–17)  | 20–27 (Domicile : 11–10; Extérieur : 9–17)  | 20–27 (Domicile : 11–10; Extérieur : 9–17)  | 20–27 (Domicile : 11–10; Extérieur : 9–17)  |
| Total               | 35–39 (Domicile : 21–15; Extérieur : 14–24) | 35–39 (Domicile : 21–15; Extérieur : 14–24) | 35–39 (Domicile : 21–15; Extérieur : 14–24) | 35–39 (Domicile : 21–15; Extérieur : 14–24) | 35–39 (Domicile : 21–15; Extérieur : 14–24) | 35–39 (Domicile : 21–15; Extérieur : 14–24) | 35–39 (Domicile : 21–15; Extérieur : 14–24) |

## Classements de la saison régulière
| Conférence Ouest | Conférence Ouest                | Conférence Ouest | Conférence Ouest | Conférence Ouest | Conférence Ouest | Conférence Ouest | Conférence Ouest |
| No               | Franchise                       | Vic.             | Def.             | MJ               | V/D              | GB               |                  |
| ---------------- | ------------------------------- | ---------------- | ---------------- | ---------------- | ---------------- | ---------------- | ---------------- |
| 1                | Lakers de Los Angeles           | 52               | 19               | 71               | .732             | –                |                  |
| 2                | Clippers de Los Angeles         | 49               | 23               | 72               | .681             | 3.5              |                  |
| 3                | Nuggets de Denver               | 46               | 27               | 73               | .630             | 7                |                  |
| 4                | Rockets de Houston              | 44               | 28               | 72               | .611             | 8.5              |                  |
| 5                | Thunder d'Oklahoma City         | 44               | 28               | 72               | .611             | 8.5              |                  |
| 6                | Jazz de l'Utah                  | 44               | 28               | 72               | .611             | 8.5              |                  |
| 7                | Mavericks de Dallas             | 43               | 32               | 75               | .573             | 11               |                  |
| 8                | Trail Blazers de Portland (PI)  | 35               | 39               | 74               | .473             | 18.5             |                  |
|                  |                                 |                  |                  |                  |                  |                  |                  |
| 9                | Grizzlies de Memphis (PI)       | 34               | 39               | 73               | .466             | 19               |                  |
| 10               | Suns de Phoenix                 | 34               | 39               | 73               | .466             | 19               |                  |
| 11               | Spurs de San Antonio            | 32               | 39               | 71               | .451             | 20               |                  |
| 12               | Kings de Sacramento             | 31               | 41               | 72               | .431             | 21.5             |                  |
| 13               | Pelicans de La Nouvelle-Orléans | 30               | 42               | 72               | .417             | 22.5             |                  |
| 14               | Timberwolves du Minnesota       | 19               | 45               | 64               | .297             | 29.5             |                  |
| 15               | Warriors de Golden State        | 15               | 50               | 65               | .231             | 34               |                  |

| Division Nord-Ouest       | V  | D  | MJ | V/D  | GB   | Dom   | Ext   | Div  |
| ------------------------- | -- | -- | -- | ---- | ---- | ----- | ----- | ---- |
| Nuggets de Denver         | 46 | 27 | 73 | .630 | –    | 26–11 | 20–16 | 12–2 |
| Thunder d'Oklahoma City   | 44 | 28 | 72 | .611 | 1.5  | 23–14 | 21–14 | 8–5  |
| Jazz de l'Utah            | 44 | 28 | 72 | .611 | 1.5  | 23–12 | 21–16 | 5–7  |
| Trail Blazers de Portland | 35 | 39 | 74 | .473 | 11.5 | 21–15 | 14–24 | 5–8  |
| Timberwolves du Minnesota | 19 | 45 | 64 | .297 | 22.5 | 8–24  | 11–21 | 2–10 |

## Effectif

### Effectif actuel
| Trail Blazers de Portland Effectif en fin de saison            |    |                                  |                       |                 |
| Entraîneur : Terry Stotts                                      |    |                                  |                       |                 |
| Meneur                                                         | 10 | Drapeau des États-Unis           | Jaylen Adams          | St. Bonaventure |
| Ailier / Ailier fort                                           | 00 | Drapeau des États-Unis           | Carmelo Anthony       | Syracuse        |
| Ailier                                                         | 8  | Drapeau des États-Unis           | Trevor Ariza          | UCLA            |
| Pivot                                                          | 4  | Drapeau des États-Unis           | Moses Brown (R) (TW)  | UCLA            |
| Ailier fort / Pivot                                            | 33 | Drapeau des États-Unis           | Zach Collins          | Gonzaga         |
| Ailier fort                                                    | 35 | /                                | Wenyen Gabriel        | Kentucky        |
| Ailier / Ailier fort                                           | 44 | Drapeau de la Croatie            | Mario Hezonja         | FC Barcelone    |
| Ailier / Ailier fort                                           | 6  | Drapeau de la France             | Jaylen Hoard (R) (TW) | Wake Forest     |
| Arrière / Ailier                                               | 5  | Drapeau des États-Unis           | Rodney Hood           | Duke            |
| Meneur                                                         | 0  | Drapeau des États-Unis           | Damian Lillard (C)    | Weber State     |
| Ailier                                                         | 9  | Drapeau des États-Unis           | Nassir Little (R)     | North Carolina  |
| Arrière                                                        | 3  | Drapeau des États-Unis           | C.J. McCollum         | Lehigh          |
| Pivot                                                          | 27 | Drapeau de la Bosnie-Herzégovine | Jusuf Nurkić          | KK Cedevita     |
| Meneur / Arrière                                               | 1  | Drapeau des États-Unis           | Anfernee Simons       | IMG Academy     |
| Ailier fort / Pivot                                            | 50 | Drapeau des États-Unis           | Caleb Swanigan        | Purdue          |
| Arrière                                                        | 2  | Drapeau des États-Unis           | Gary Trent Jr.        | Duke            |
| Pivot                                                          | 21 | Drapeau des États-Unis           | Hassan Whiteside      | Marshall        |
| (C) - Capitaine, (R) - Rookie, (TW) - Two-way contract, Blessé |    |                                  |                       |                 |

## Récompenses durant la saison
Récapitulatif des récompenses obtenues par les joueurs de l'équipe durant la saison.
| Date                       | Joueur          | Récompense                                    |
| -------------------------- | --------------- | --------------------------------------------- |
| 25 novembre - 1er décembre | Carmelo Anthony | Joueur de la semaine dans la conférence Ouest |
| 20 janvier - 26 janvier    | Damian Lillard  | Joueur de la semaine dans la conférence Ouest |
| 27 janvier - 2 février     | Damian Lillard  | Joueur de la semaine dans la conférence Ouest |
| 16 février                 | Damian Lillard  | ☆ All-Star 2020 ☆                             |
| 16 septembre               | Damian Lillard  | All-NBA Second Team                           |

## Transactions
Le détail des différents contrats signés par l'équipe est disponible dans la section supérieure des contrats des joueurs, avec les montants des salaires.

### Échanges
| Juin       | Juin | Juin | Juin   |
| ---------- | --- | --- | ------ |
| 24 juin    | Vers les Trail Blazers de Portland - Kent Bazemore | Vers les Hawks d'Atlanta - Evan Turner | [ 6 ]  |
| Juillet    | | |        |
| 6 juillet  | Échange à quatre équipes | Échange à quatre équipes | [ 7 ]  |
| 6 juillet  | Vers les Trail Blazers de Portland - Hassan Whiteside (De Miami)                                                                                             | Vers les 76ers de Philadelphie - Josh Richardson (De Miami) | [ 7 ]  |
| 6 juillet  | Vers le Heat de Miami - Jimmy Butler (sign and trade) (De Philadelphie) - Meyers Leonard (De Portland) - Compensation financière de 110 000 $ (Des Clippers) | Vers les Clippers de Los Angeles - Maurice Harkless (De Portland) - Droits sur Mathias Lessort (2017 #32) (De Philadelphie) - Premier tour de draft 2023 protégé (De Miami) | [ 7 ]  |
| 8 juillet  | Vers les Trail Blazers de Portland - Droits sur Bojan Dubljević (2013 #59)                                                                                   | Vers les Timberwolves du Minnesota - Jake Layman (Sign and trade) | [ 8 ]  |
| 21 janvier | Vers les Trail Blazers de Portland - Trevor Ariza - Wenyen Gabriel - Caleb Swanigan                                                                          | Vers les Kings de Sacramento - Kent Bazemore - Anthony Tolliver - Second tour de draft 2024 (de Portland) - Second tour de draft 2025 (de Portland)                         | [ 9 ]  |
| Février    | | |        |
| 6 février  | Vers les Trail Blazers de Portland - Compensation financière                                                                                                 | Vers les Hawks d'Atlanta - Skal Labissière | [ 10 ] |

### Extension de contrat
| Date       | Joueur         | Extension                                                |
| ---------- | -------------- | -------------------------------------------------------- |
| 06/07/2019 | Damian Lillard | 196 000 000 $ sur 4 ans à partir de la saison 2021-2022. |
| 30/07/2019 | C.J. McCollum  | 100 000 000 $ sur 3 ans à partir de la saison 2021-2022. |

### Joueurs qui re-signent
| Date       | Joueur      |
| ---------- | ----------- |
| 06/07/2019 | Rodney Hood |

### Options dans les contrats
| Date       | Joueur          | Option                                                                       |
| ---------- | --------------- | ---------------------------------------------------------------------------- |
| 24/09/2019 | Zach Collins    | Portland active son option d'équipe de 5 406 255 $ pour la saison 2020-2021. |
| 24/09/2019 | Anfernee Simons | Portland active son option d'équipe de 2 252 040 $ pour la saison 2020-2021. |

## Arrivées

### Draft
| Date       | Joueur              | Provenance                              |
| ---------- | ------------------- | --------------------------------------- |
| 01/07/2019 | Nassir Little (#25) | Tar Heels de la Caroline du Nord (NCAA) |

### Agents libres
| Date       | Joueur           | Provenance                      |
| ---------- | ---------------- | ------------------------------- |
| 03/07/2019 | Mario Hezonja    | Knicks de New York              |
| 03/07/2019 | Anthony Tolliver | Timberwolves du Minnesota       |
| 25/07/2019 | Pau Gasol        | Bucks de Milwaukee              |
| 09/09/2019 | Moses Brown      | Bruins d'UCLA (NCAA)            |
| 12/09/2019 | Troy Caupain     | Magic d'Orlando                 |
| 12/09/2019 | London Perrantes | Cholet Basket                   |
| 30/09/2019 | Keljin Blevins   | Bobcats de Montana State (NCAA) |
| 19/11/2019 | Carmelo Anthony  | Bulls de Chicago                |

### Two-way contracts
| Date       | Joueur       | Provenance                          |
| ---------- | ------------ | ----------------------------------- |
| 01/07/2019 | Jaylen Hoard | Demon Deacons de Wake Forest (NCAA) |
| 18/10/2019 | Moses Brown  | Bruins d'UCLA (NCAA)                |

### Joueurs supplémentaires pour la reprise à Orlando (Substitute players)
| Date       | Joueur       | Joueur remplacé | Provenance                   |
| ---------- | ------------ | --------------- | ---------------------------- |
| 01/07/2020 | Jaylen Adams | Trevor Ariza    | Herd du Wisconsin (G-League) |

## Départs

### Agents libres
| Date       | Joueur          | Nouvelle équipe¹                           |
| ---------- | --------------- | ------------------------------------------ |
| 01/07/2019 | Al-Farouq Aminu | Magic d'Orlando                            |
| 01/07/2019 | Seth Curry      | Mavericks de Dallas                        |
| 01/07/2019 | Enes Kanter     | Celtics de Boston                          |
| 01/07/2019 | Jake Layman     | Timberwolves du Minnesota (Sign-and-Trade) |

### Joueurs coupés
| Date       | Joueur    | Nouvelle équipe¹ |
| ---------- | --------- | ---------------- |
| 20/11/2019 | Pau Gasol |                  |

¹ Il s'agit de l’équipe pour laquelle le joueur a signé après son départ, il a pu entre-temps changer d'équipe ou encore de pays.

### Joueurs non retenus au training camp
Liste des joueurs non retenus pour commencer la saison NBA.
| Joueur           |
| ---------------- |
| Keljin Blevins   |
| Troy Caupain     |
| London Perrantes |

## Situation à la fin de saison

### Joueurs "agents libres"
| Joueur           | Fin de saison         |
| ---------------- | --------------------- |
| Jaylen Adams     | Agent libre           |
| Carmelo Anthony  | Agent libre           |
| Moses Brown      | Agent libre restreint |
| Wenyen Gabriel   | Agent libre restreint |
| Jaylen Hoard     | Agent libre restreint |
| Caleb Swanigan   | Agent libre           |
| Hassan Whiteside | Agent libre           |

### Options en fin de saison
| Joueur        | Fin de saison  |
| ------------- | -------------- |
| Mario Hezonja | Option joueur. |
| Rodney Hood   | Option joueur. |